# Yurena
María del Mar Cuena Seisdedos (Barakaldo, 11 de desembre de 1969), originalment coneguda pel nom artístic de Tamara i posteriorment com a Yurena, és una cantant, personalitat televisiva i empresària basca. Nascuda a Barakaldo i criada a Santurtzi, es va formar i va iniciar la seva carrera de manera independent a la dècada del 1990 a Barakaldo i Portugalete.
Yurena va adquirir fama com a artista l'any 2000, després de les seves aparicions en el programa de televisió Crónicas marcianas. La seva figura i caràcter, així com el grup de personatges televisius sorgits entorn d'ella, van generar una gran atenció mediàtica i social, la qual cosa va donar origen al fenomen denominat «tamarismo». Després del seu pas per la televisió, la discogràfica Superego es va interessar per ella i, a la fi de l'any 2000, va publicar els senzills «A por ti» i «No cambié». Aquesta última, composta per Leonardo Dantés, va aconseguir el número u a Espanya durant deu setmanes, tot superant a artistes consolidats. La cançó va rebre un disc d'or i es va consolidar com l'èxit més gran de la carrera de Yurena. El 2001, va llançar el seu àlbum de debut, Superestar, que va comptar amb produccions de músics com Carlos Berlanga i Nacho Canut, entre altres. El disc tenia un estil synth pop i contenia els senzills «A por ti», «Tiembla Tamara» i «Tú vas a ser mi hombre».
El 2004, la companyia de la cantant de boleros Tamara va demandar Yurena, llavors coneguda com a Tamara, argumentant que el seu nom artístic ja estava en ús. Encara que Yurena va guanyar el judici en primera instància, la companyia denunciant finalment va guanyar el cas, i María de la Mar es va veure obligada a canviar de nom. Un any més tard, va decidir fer una pausa temporal en la seva carrera musical. El 2012 va tornar a la música com a Yurena i va publicar una sèrie de senzills dance, entre els quals estaven «Go» i «Around the World». Va realitzar una gira per Europa i Àsia i el 2016 va editar aquests senzills com el seu segon àlbum d'estudi, Around the World. Posteriorment, va participar en programes de telerealitat com Supervivents i Gran Hermano Dúo i en la pel·lícula televisiva Una Navidad con Samantha Hudson (2022). El 2025 es va estrenar en Netflix la sèrie sobre la seva vida Superestar, dirigida per Nacho Vigalondo i produïda per Javier Calvo i Javier Ambrossi, i el documental Sigo siendo la misma.